# Јуен Т. Ли
Јуен Т. Ли (кин: 李遠哲; Синжу, 19. новембар 1936) је хемичар са Тајвана и редовни професор у пензији, тзв. професор емеритус Универзитета Калифорније у Берклију. Добитник је Нобелове награде за хемију и то као први тајвански лауреат, када је заједно са мађарско-канадским научником Џоном Полањи и америчким Дадлијем Р. Хершбахом, 1986. године добио то признање за, како се наводи „свој допринос у истраживању динамике елементарних хемијских процеса”. 
Прецизније, Јуенов рад је био везан за физичку хемију, повезан са употребом унапређених техника у хемијској кинетици ради изучавања и контролисања исхода хемијских реакција користећи тзв. укрштени молекулски сноп. Реч је о посебним експериментима који се спроводе помоћу извесних ласера који испуштају зраке атома или молекула и на тај начин се прате производи хемијских реакција, са акцентом на брзину одвијања реакције. Јуен се такође истакао и као председник Академије наука Тајвана, у периоду од 15. јануара 1994. године до 19. октобра 2006. године. Поред тога, 2011. године изабран је за председника Међународног савеза за науку, престижне међународне невладине организације, данас под називом Међународни научни савет енгл. International Science Council.

## Биографија
Јуен је рођен у граду Синжу, на северном Тајвану. Његов отац Јуен-Чуан Ли био је истакнути сликар, а мајка учитељица. У родном граду је завршио основну школу и у том периоду је повремено играо бејзбол и пинг-понг. Похађао је и средњу школу и истом месту, традиционалну тада само за дечаке. У том периоду је тренирао тенис и свирао тромбон. Услед свог запаженог успеха током средњошколског школовања, био је ослобођен пријемног испита и директно примљен на Национални Универзитет у Тајвану.
Дипломирао је 1959. године, магистрирао на Националном универзитету Тсинг Хуа 1961. године, а докторирао на Универзитету Калифорнија у Берклију 1965. године у класи тада врло младог професора Бруса Х. Механа. У периоду од 1977. до 1984. године је био члан Међународног одбора за хемију.
Има 2 брата и једну сестру, сви су академски грађани, професори на факултетима како на Тајвану, тако и у Америци. Јуен је био политички активан, подржавао је Чен Шуи-бјана, председника Републике Кине од 2000. до 2008. који га је предложио чак и за премијера Републике Кине, међутим Јуен је ту понуду одбио након пар дана разматрања. Поред тога, дужи низ година залагао се и на пољу ангажовања решавања питања климатских промена, а био је један од четири Нобеловаца који су основали образовну фондацију Ву Чјен-Шијунг (енгл. Wu Chien-Shiung) која има за циљ стипендирања младих перспективних научника.